# Maróti Andor
Maróti Andor (Budapest, 1927. július 27. – 2021. augusztus 9.) magyar művelődéskutató, egyetemi tanár, a filozófiatudományok kandidátusa.

## Élete
Szülei Maróti László és Soóvári Nagy Anna. 1945–1948 között hadifogoly volt a grúziai Rusztaviban. Középiskolai tanulmányait a Budai Ciszterci Szent Imre Gimnáziumban végezte. 1949–1950 között a Lámpagyárban átképzős lakatos. 1950–1954 között az ELTE Bölcsészettudományi Kar (ELTE-BTK)  magyar, történelem és újságírás szakán tanult. 
1954–1956 között a Magyar Nemzet kulturális rovatának munkatársa, 1957–1961 között a Művelődésügyi Minisztérium közművelődési főosztályának főelőadója. 1961-től 15 évig az ELTE BTK közművelődési tanszéki szakcsoportjának tanársegéde, majd adjunktusa, 1970–1983 között a szakcsoport vezetője, 1976–1995 között docense. 
1977-ben „A kultúra fogalmának fejlődéstörténete” című értekezésével elnyerte a filozófiai tudományok kandidátusa fokozatot. 1995-től 10 évig az ELTE Tanárképző Főiskolai Karának (ELTE-TFK) művelődésszervező szakán nyugalmazott előadóként dolgozott. 1996 óta nyugdíjas volt. 2006–2008 között a Pedagógiai-Pszichológiai Karon nyugalmazott előadó volt. 
2016-ban az ELTE rektora, Mezey Barna és az egyetem szenátusa címzetes egyetemi tanári címet adományozott neki. 2016-ban az Oklahoma University továbbképzési központjához tartozó International Adult and Continuing Education a „Hall of Fame” tagjává fogadta.
Kutatási területe a kultúra filozófiai és elméleti irányzatai, a felnőttoktatás elmélete és módszertana, a nemzetközi összehasonlító andragógia volt.

## Magánélete
1956-ban házasságot kötött Herczeg Ibolyával. Egy fiuk született, Maróti György (1957).

## Művei
- A népművelés. In: A kultúra világa. Irodalom-Filozófia-Nevelés. Budapest. Minerva Kiadó. 1960
- Bevezetés a népművelési ismeretekbe. Budapest. 1962.Tankönyvkiadó
- Szöveggyűjtemény a külföldi népművelési szakirodalomból. (Válogatás) Budapest. 1964. Tankönyvkiadó
- Népművelés. In: A kultúra világa. V. kötet. Budapest. Közgazdasági és Jogi Kiadó. 1964
- Népműveléselmélet (Durkó Mátyással). Budapest. 1966.Tankönyvkiadó
- A felnőttképzés – korunk szükséglete. A szocialista országok II. nemzetközi iskolán kívüli felnőttoktatási konferenciájának referátuma. In: Munka és művelődés. Budapest. TIT-SzOT. 1966
- Szöveggyűjtemény a népműveléselmélet tanulmányozásához. (Válogatás) Budapest. Tankönyvkiadó. 1968
- Az egyetemi kulturális nevelőmunka néhány elvi és módszertani kérdéséről. In: Nevelési tapasztalatok a felsőoktatásban. Budapest. Felsőoktatási Pedagógiai Kutatóközpont. 1968
- A felnőttoktatás didaktikai alapelvei a permanens képzés rendszerében. In: A felnőttoktatás módszerei. 3. kötet. Budapest. Népművelési Intézet. 1971
- Kulturális életünk szerkezete és a közművelődés. In: Művelődés és szocializmus. Szeged. TIT Művelődéselméleti Nyári Egyetem. 1972
- A felnőttoktatás gondolattörténeti fejlődése. In: Andragógia – Felnőttoktatás. Szeged. TIT Művelődéselméleti Nyári Egyetem. 1973
- Forrásmunkák a kultúra elméletéből. (Válogatás) Budapest. Tankönyvkiadó. 1975
- Kis módszertan a közművelődésről. Budapest. Táncsics Könyvkiadó. 1976
- Módszertan a felnőttek képzéséhez és tájékoztatásához. Budapest. Táncsics Könyvkiadó. 1980
- A kultúra új fogalma. In: A kultúra fogalmáról. Budapest. Kossuth Könyvkiadó. 1980
- A kultúra egysége. Budapest. Acta Philosophica 10. ELTE TTK Filozófiai Tanszék. 1983
- Andragógiai szöveggyűjtemény. I. kötet. (Válogatás). Budapest. Tankönyvkiadó. 1983
- Tanulmányok a művelődésről. Budapest. Művelődéskutató Intézet. 1984
- A műveltségről. In: Tanulmányok a művelődéselmélet köréből. Szerk.: Laczó Katalin. Budapest. Tankönyvkiadó. 1985
- A természet és a kultúra viszonyának változása a kultúra elméletében. Budapest. Acta Philosphica 12. ELTE TTK Filozófiai Tanszék. 1985
- Rendhagyó gondolatok a műveltségről. Budapest. Valóság. 1986. 10.
- A kulturális antropológia. Budapest. Kultúra és Közösség. 1988. 4.
- Az értelmiség és a kultúra. Budapest. Kritika. 1988. 11.
- Politika és kultúra. In: Művelődéspolitika. Budapest. Kossuth Könyvkiadó. 1988
- Bildungsideal und Erwachsenenbildung. In: Engagement für die Erwachsenenbildung. Kontaktstelle für Universitäre Erwachsenenbildung, Universität Bamberg. 1988
- Leisure Education at Higher Level in Hungary. In: International Directory of Academic Institutions in Leisure, Recreation and Related Fields. Quebec. World Leisure and Recreation Associations. 1991
- Learner-Centredness in Adult Education. In: Voluntary Associations in East and West Europe. Bussum. EuroNetwork. 1991
- Adult Education in Hungary. In: Perspectives on Adult Education and Training in Europe. Ed. by Peter Jarvis. Leicester. The National Institute of Adult Continuing Education. 1992
- A fordulat esélye a felnőttek tanulásában és művelődésében. Budapest. TIT Szövetségi Iroda. 1992
- Mi a távoktatás? Budapest. Nemzeti Távoktatási Tanács. 1992
- A funkcionális analfabetizmustól a távoktatásig. I-II. kötet. (Válogatás az UNESCO Prospects c. folyóiratából) Budapest. ELTE BTK Közművelődési Tanszéki Szakcsoport. 1992
- Adult Education in Hungary. Convergence. Journal of the International Council for Adult Education. 1993. 3.
- A művelődéselmélet alapjai. Pécs. Janus Pannonius Tudományegyetem Továbbképző Intézete. 1994
- A kulturális antropológia és az emberkép változásai. In: Művelődéselmélet. Szerk: Bernáth József. Pécs. JPTE Tanárképző Intézet Pedagógiai Tanszéke. 1995
- A felnőttoktatás minőségi fejlesztéséről. Budapest. Új Pedagógiai Szemle. 1995. 2.
- A funkcionális analfabetizmus értelmezése. In: A túlsó part messze van. Az Illyefalván (Románia) tartott konferencia előadásai. Békéscsaba, Békés-megyei Pedagógiai Intézet. 1996
- The Conclusions of an Early 20th Century Adult Education Conference. In: Democracy and Adult Education. Eds. Jurij Jug, Franz Pöggeler. Frankfurt am Main, Berlin, Bern, New York, Paris, Wien. Peter Lang Europäischer Verlag der Wissenschaften. 1996
- Elméleti alapok a felnőttek tanításához és tanulásához. Gödöllő. Közép-Magyarországi Regionális Távoktatási Központ. 1997
- Andragógiai szöveggyűjtemény. II. kötet (Válogatás). Budapest. Nemzeti Tankönyvkiadó. 1997
- Fogalomváltás a magyar népművelés és felnőttoktatás történetében. In: A magyar felnőttoktatás története konferencia dokumentumai. Debrecen 1997. október 6-8. Budapest. Magyar Művelődési Intézet. 1997
- Handing over Knowledge or Fostering Education? In: Personality and Biography in the History of Adult Education. Ed. by Martha Friedenthal-Haase. Frankfurt am Main, Berlin, Bern, New York, Paris, Wien. Peter Lang Europäischer Verlag der Wissenschaften. 1998
- Die populärwissenschaftliche Tätigkeit der Gesellschaft für Naturwissenschaften. In: Erwachsenenbildung von 1848 bis 1900. Hrsg. Wilhelm Filla, Elke Gruber, Jurij Jug. Innsbruck, Studien-Verlag. 1998
- Lage und Struktur der Erwachsenenbildung in Ungarn. In: Europahandbuch Weiterbildung. Neuwied. Luchterhand Verlag. 1999
- A felvilágosító attitűd létjogosultsága. Budapest. Educatio. 1999. 1.
- Az időskorúak tanulásáról. In: Tanulás, művelődés, szabadidő időskorban. Budapest. Német Népfőiskolai Szövetség Nemzetközi Együttműködési Intézete. Nyitott Képzések Egyesülete. 2000
- Problémák és megoldási javaslatok a századvég felnőttoktatásában. In: Andragógia az ezredforduló változó világában. Budapest. Országos Közoktatási Intézet Felnőttoktatási és Kisebbségi Központ. 2001
- Teoria educatiei adultilor la universitatea Eötvös din Budapesta. Bukarest, Paideia. 2001
- Aktuelle Probleme der lebensbegleitenden Bildung. In: Die Zukunft der lebenslangen Lernen. Festschrift zum 75. Geburtstag von Franz Pöggeler. Hrsg. Björn Paape, Karl Putz, Frankfurt am Main, Berlin, Bern, Bruxelles, New York, Oxford, Wien. Peter Lang Europäischer Verlag der Wissenschaften. 2002
- Lehet-e tanulni egy életen át? Budapest. Új Pedagógiai Szemle. 2002. 7-8.
- Tanulmányok és előadások a felnőttek képzéséről. Budapest. Nyitott Könyv Kiadó. 2005
- Sok szemszögből a kultúráról. Irányzatok a kultúra elméletében és filozófiájában. Budapest. Trefort Kiadó. 2005
- Gondolatok a kultúráról, a műveltségről és a közművelődésről. Budapest. Trefort Kiadó. 2007
- Emlékeim a felnőttek tanításáról. InÍ: Elbeszélések a magyar felnőttoktatás legutóbbi fél évszázadáról. Szerk.: Magyar Edit – Maróti Andor. ELTE Eötvös Kiadó. 2008
- Felnőttképzés a posztmodern társadalomban. In: A megújuló felnőttképzés. Gondolat Kiadó. 2009
- Nemzetközi összehasonlító felnőttoktatás. Budapest. Nemzeti Tankönyvkiadó. 2010
- Demokratisierung der Bildung in Ungarn. Wien. Die Österreichische Volkshochschule. 2010. 61. Jg. Nr. 236.
- Tisztázandó kérdések a kultúra kutatásában. Budapest. Magyar Tudomány. 2010. 11.
- Szükségünk van-e még kultúrára? Budapest. Szín. 2011. 5. 6. 2012. 1. 2.
- Elméleti alapok az idősek tanulásáról és tanításáról. Budapest. Kultúra és Közösség. 2013. 3.
- A nélkülözhetetlen kultúra. Neckenmarkt. United p-c Kiadó. 2013
- Esszé a tudományos ismeretterjesztésről. Budapest. Valóság, 2014. 4.
- A tanuló felnőtt. Budapest. ELTE PPK. Élethosszig Tartó Művelődésért Alapítvány. 2015
- Művelődés az információs társadalomban. Cluj-Napoca, Kolozsvár. Művelődés. 2016. 1
- A szintézis lehetősége az antropológiai és érték-központú kultúra-fogalmak között. Budapest. Valóság. 2017. 3.[4]
- Nemzeti egység – nemzeti kultúra. Tudásmenedzsment. 2018. 2. (online)
- Megszívlelendő múlt századi megállapítások a művelődésről. Valóság. 2018. 2.
- A kultúra tagozódása a társadalmi nyilvánosságban. Magyar Tudomány. 2018. 9.

## Díjak
- A Magyar Köztársasági Érdemrend kiskeresztje (1995)
- Bessenyei György-díj (2002)

## Külső hivatkozások
- Beszélgetés Maróti Andorral (Szín 7/5, 2002. november)
- Életút-interjú (Kultúra és Közösség, 2016/2)